# Aris Alexander Blettenberg
Aris Alexander Blettenberg (* 12. September 1994 in Mülheim an der Ruhr) ist ein deutsch-griechischer Pianist, Komponist und Dirigent.

## Leben
Aris Alexander Blettenberg wuchs als Sohn deutsch-griechischer Eltern in Mülheim an der Ruhr auf. Seine musikalische Ausbildung in den Fächern Klavier und Dirigieren erhielt er bei Antti Siirala an der Hochschule für Musik und Theater München, bei Bruno Weil am Mozarteum Salzburg sowie bei Lars Vogt an der Hochschule für Musik, Theater und Medien Hannover.
Er ist Träger des Ruhrpreises für Kunst und Wissenschaft 2012, Gewinner des Internationalen Klavierwettbewerbs Hans von Bülow 2015 in der Kategorie Dirigieren vom Klavier, Träger des Steinway-Förderpreises 2019, des Bayerischen Kunstförderpreises 2020 und Gewinner des Internationalen Beethoven Klavierwettbewerbs Wien 2021. Zudem ist er Stipendiat der Studienstiftung des Deutschen Volkes.
Aris Alexander Blettenberg konzertierte bereits in Konzertsälen wie dem Goldenen Saal des Wiener Musikvereins, der Wigmore Hall London, dem Konzerthaus Berlin, der National Concert Hall Dublin, dem Prinzregententheater München, dem Palais des Beaux-Arts Brüssel, dem Muziekgebouw Amsterdam, der NOSPR Concert Hall Katowice und trat im Rahmen renommierter Festivals auf, z. B. beim Heidelberger Frühling, Kissinger Sommer und bei den Festspielen Mecklenburg-Vorpommern.
Zu den Musikern, mit denen Blettenberg zusammengearbeitet hat, zählen u. a. Julia Fischer, Julian Rachlin, Arabella Steinbacher, Christian Tetzlaff, Sharon Kam, Maximilian Hornung und Tanja Tetzlaff, zu den Klangkörpern u. a. das Kammerorchester des Symphonieorchesters des Bayerischen Rundfunks, das Georgische Kammerorchester Ingolstadt, die Duisburger Philharmoniker und die Meininger Hofkapelle. Weitere Impulse erhielt Blettenberg zudem durch Rudolf Buchbinder, Wladimir Jurowski, Cyprien Katsaris und Gerhard Oppitz und Matti Raekallio.
2019 feierte Blettenberg sein Debüt als Operndirigent am Meininger Staatstheater, dem er seit 2015 als Gastdirigent verbunden ist. Seine beim Joachim-Trekel-Musikverlag und beim Accolade Musikverlag verlegten Kompositionen werden weltweit aufgeführt, im Rundfunk gesendet und auf Tonträgern eingespielt.

## Preise und Auszeichnungen (Auswahl)
- 2009/2012 Förderpreis der Köhler-Osbahr-Stiftung Duisburg
- 2012 Ruhrpreis für Kunst und Wissenschaft der Stadt Mülheim an der Ruhr
- 2014 Sechsfacher Preisträger beim Internationalen Klavierpodium München
- 2015 Internationaler Klavierwettbewerb Hans von Bülow (1. Preis, Kategorie Dirigieren vom Klavier)
- 2019 Steinway-Förderpreis
- 2020 Bayerischer Kunstförderpreis, Sparte Musik und Tanz
- 2021 Internationaler Beethoven Klavierwettbewerb Wien, 1. Preis

## Kompositionen (Auswahl)
(Quelle: )
- Die Zaubermandoline für Zupforchester
- Marsch der Blaukobolde
- Journey to Greece
- Hellas
- Schwarzmännchen
- Konzert im geheimen Garten
- Sophies Gondellied
- Faol – Der Werwolf
- Erwachen des Berggeistes
- Dass ich dich liebe, O Möpschen